# Sede Jo’aw
Sede Jo’aw (hebr. שדה יואב) – kibuc położony w samorządzie regionu Jo’aw, w Dystrykcie Południowym, w Izraelu.
Leży w północno-zachodniej części pustyni Negew, na pograniczu z Szefelą.
Członek Ruchu Kibuców (Ha-Tenu’a ha-Kibbucit).

## Historia

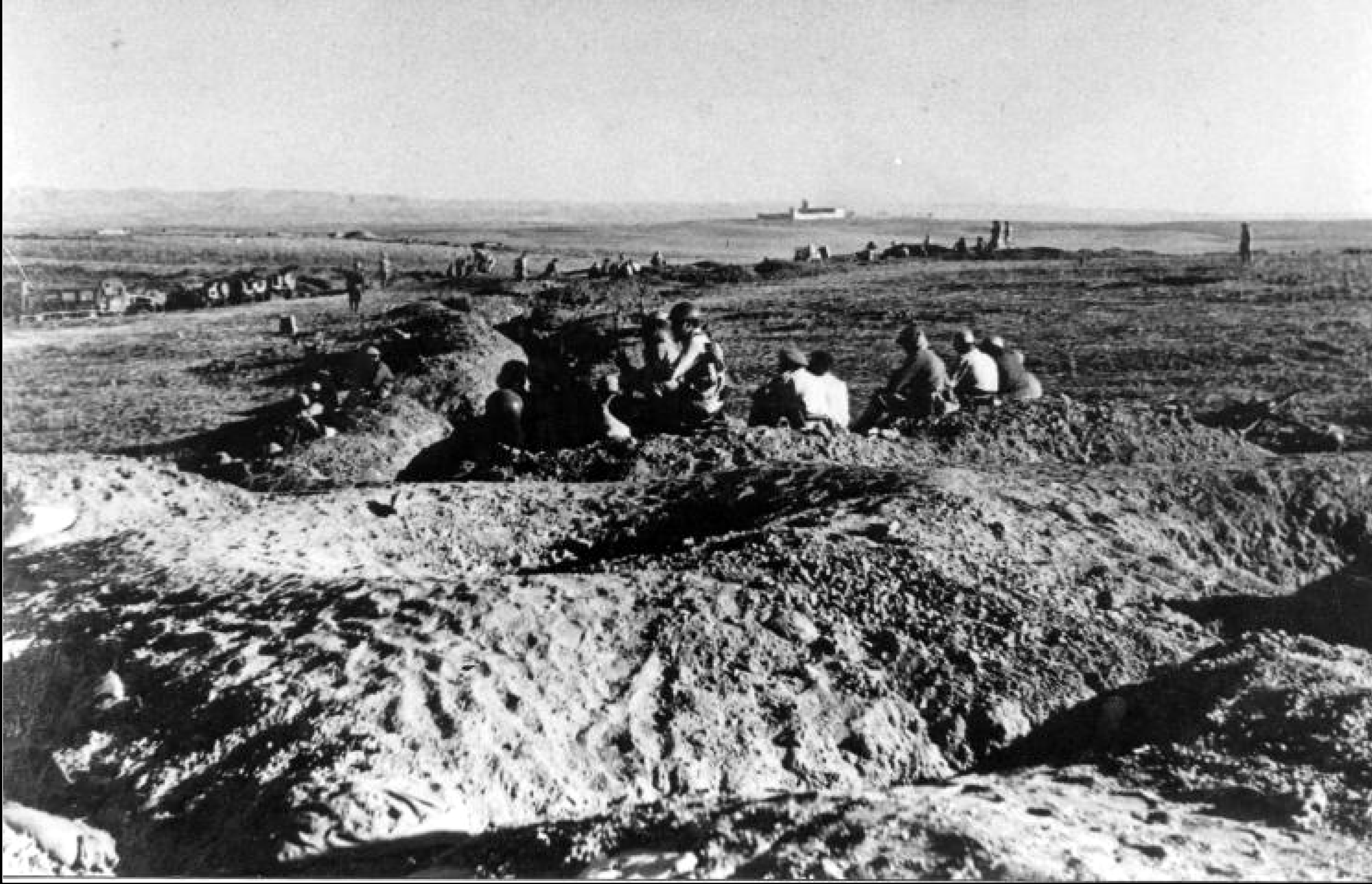
Izraelscy żołnierze przy Irak Suwajdan, listopad 1948

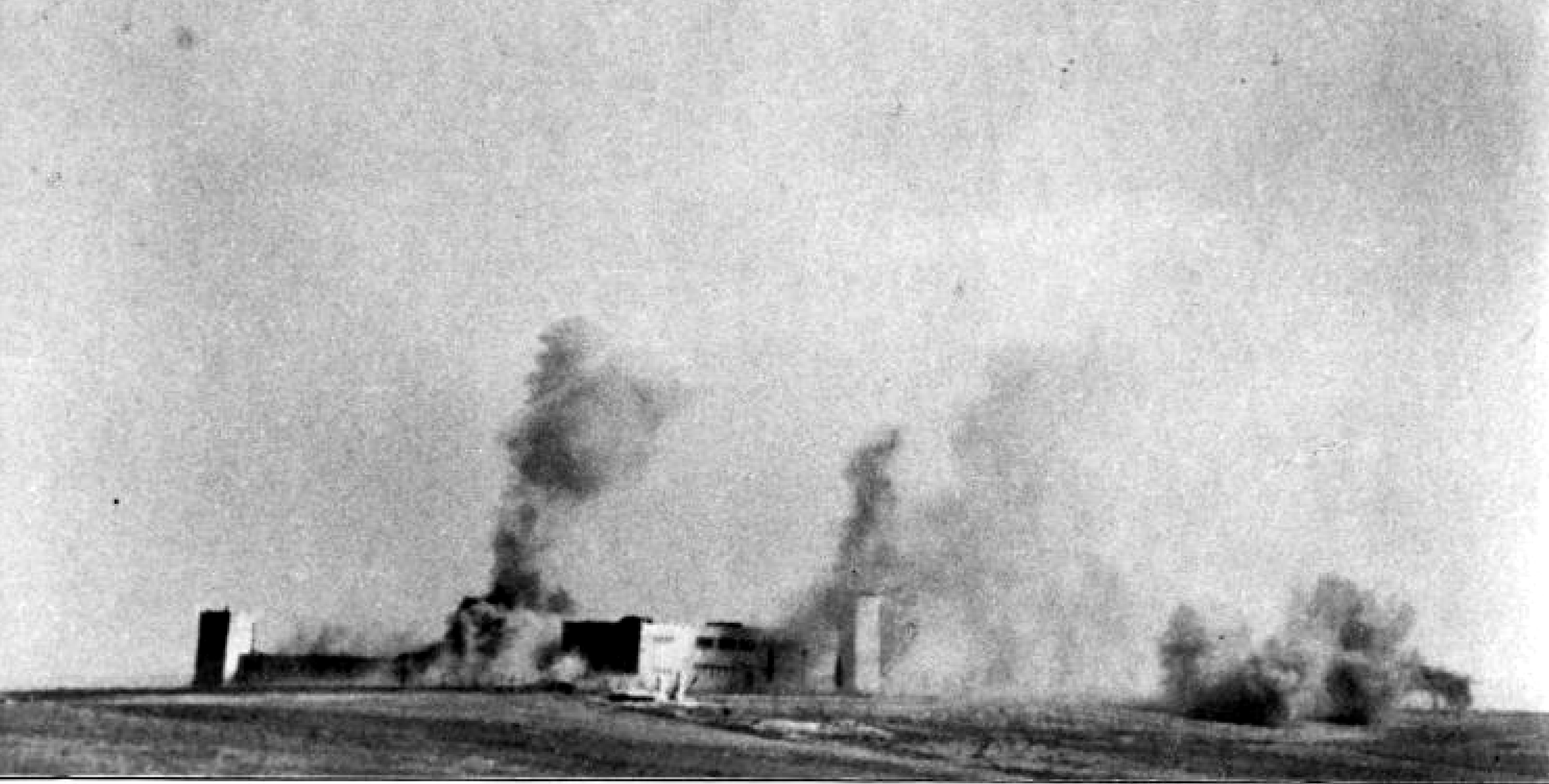
Bombardowanie fortu Irak Suwajdan, 9 listopada 1948

Pierwotnie w miejscu tym znajdowała się arabska wioska Irak Suwajdan, która w 1596 była średniej wielkości wioską.
W okresie panowania Brytyjczyków Irak Suwajdan rozwijała się jako niewielka wioska. Istniał tutaj fort brytyjskiej policji mandatowej (Fort Tegart). W 1947 otworzono tutaj szkołę podstawową dla chłopców, w której uczyło się 104 uczniów. Podczas wojny o niepodległość w dniu 15 maja 1948 brytyjskie władze mandatowe przekazały lokalny fort policji pod kontrolę miejscowej ludności arabskiej. Izraelczycy przeprowadzili osiem nieudanych szturmów na ten fort, który kontrolował strategiczne drogi w północno-zachodniej części pustyni Negew. Fort był ostrzeliwany przez artylerię i bombardowany z powietrza. Upadł dopiero 9 listopada. W trakcie walk wioska została doszczętnie zniszczona. Mieszkańcy uciekli, a pozostałych wypędzono.
Współczesny kibuc został założony w 1966.

## Gospodarka
Gospodarka kibucu opiera się intensywnym rolnictwie.

## Komunikacja
Przy kibucu przebiega droga ekspresowa nr 35  (Aszkelon–Hebron).